# Brian Lara Cricket '96
Brian Lara Cricket '96  est un jeu vidéo de criquet sorti en 1996 sur Amiga et Mega Drive. Le jeu a été développé par Audiogenic et édité par Codemasters. Il s'agit du deuxième titre de la licence Brian Lara, après Brian Lara Cricket sorti l'année précédente.